# 紅紋旗鱂
紅紋旗鱂（學名：Aphyosemion plagitaenium），為輻鰭魚綱鱂形目鰕鱂亞目鰕鱂科的其中一種，為熱帶淡水魚，分布於非洲剛果民主共和國中部淡水流域，體長可達3.9公分，棲息在雨林覆蓋的溪流底中層水域，其生活習性不明，可作為觀賞魚。

## 擴展閱讀
維基物種上的相關：紅紋旗鱂